# Nelson Francelino Ferreira
Nelson Francelino Ferreira (ur. 26 lutego 1965 w Sapé) – brazylijski duchowny katolicki, biskup ordynariusz Valença od 2014.

## Życiorys
Święcenia kapłańskie przyjął 4 sierpnia 1990 z rąk kardynała Eugênio de Araújo Salesa. Pracował w parafiach archidiecezji Rio de Janeiro (m.in. jako proboszcz w Barra da Tijuca i w Rio de Janeiro).
24 listopada 2010 papież Benedykt XVI mianował go biskupem pomocniczym archidiecezji Rio de Janeiro oraz biskupem tytularnym Alava. Sakry biskupiej udzielił mu 5 lutego 2011 arcybiskup Orani João Tempesta.
12 lutego 2014 papież Franciszek mianował go biskupem diecezji Valença.